# Ferma model Perieți
Ferma model Perieți (cunoscută și ca Ferma agricolă Perieți sau simplu, Ferma Perieți) este un monument de istorie agrară, clasat ca monument istoric cu codul  IL-II-a-B-14153. Ferma se află în proprietatea Muzeului Agriculturii din Slobozia din 2005, fiind parțial declasată în 2012.
Ferma a fost creată de Aureliu Popescu în 1933 (după alte surse 1936), întinzându-se pe 5,4 ha și având 18 clădiri.